# Domenico Rosselli
'Domenico Rosselli, volledig Domenico di Giovanni di Bartolomeo Rosselli (Pistoia, c. 1439 – Fossombrone, 1497/1498) was een Italiaans beeldhouwer.
Er zijn weinig details bekend van Rosselli' z'n leven, maar waarschijnlijk oefende hij zijn vak uit in Florence. Hij is vooral bekend door zijn werk aan vele friezen, gebeeldhouwde doorgangen en decoratieve open haarden in Palazzo Ducale in Urbino, met name de engelenhaard in de Sala degli Angeli. Sommige auteurs hebben hem ook geïdentificeerd als de "Meester van de Marmeren Madonna's", al is dit niet helemaal zeker.

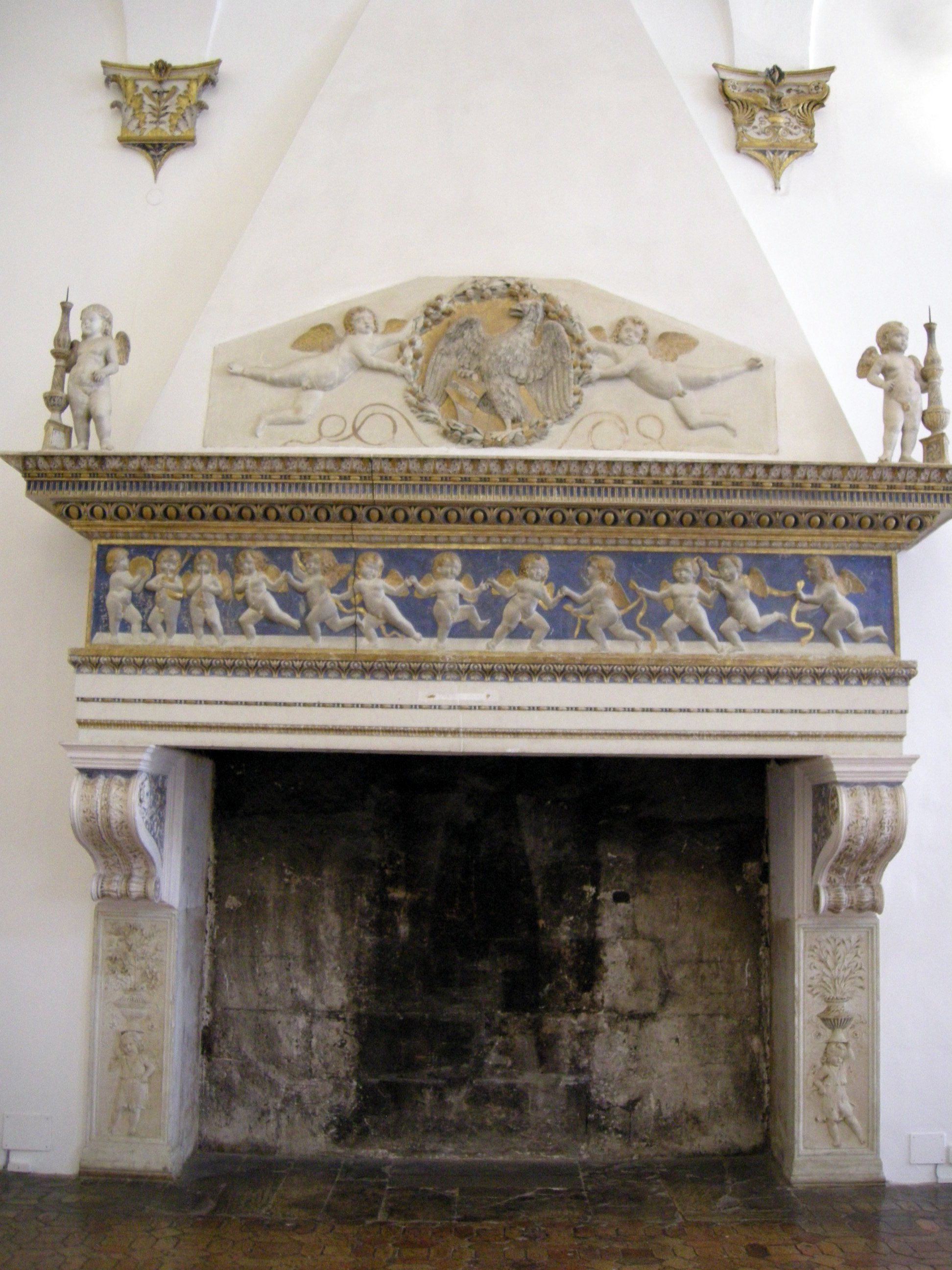
De engelenhaard in de Sala degli Angeli in het Palazzo Ducale.